# EHC Winterthur
Der EHC Winterthur ist ein Eishockeyklub aus Winterthur. Der Klub spielt seit 2015 wieder in der zweitklassigen Swiss League. 2010 und 2015 wurde der EHC Winterthur Amateurmeister der Schweiz. Der Klub trägt seine Heimspiele in der Eishalle Deutweg in Winterthur aus.

## Geschichte
Der EHC Winterthur wurde 1929 gegründet. Bis er über eine professionelle Ausrüstung verfügten, spielte der Verein auf dem Walcheweiher, danach konnten er auch auf dem Zelgli trainieren. 1961 stieg der EHCW erstmals in die Nationalliga B auf und konnte sich zwei Jahre, bis 1963, halten. Nach dem Abstieg in die 1. Liga kam es dann am 30. Mai 1963 zur Fusion mit dem zweiten Winterthurer Eishockeyklub EHC Veltheim zu Rot-Weiss Winterthur. Seither wird allgemein auch das Jahr 1963 als Gründungsjahr des EHCW angegeben.
Drei Jahre nach der Fusion scheiterte der Klub an den Aufstiegsspielen in die Nationalliga am EHC St. Moritz. 1969 gelang jedoch dasselbe Unterfangen gegen den EHC Olten, jedoch konnte sich Rot-Weiss Winterthur nur eine Saison in der neuen Liga halten. Am 22. April 1980 erfolgte schliesslich wieder die Umbenennung in den früheren Namen EHC Winterthur. 1983–85 musste der Verein für zwei Saisons den Gang in die 2. Liga antreten, stieg danach jedoch wieder auf. 1998 kam der EHCW als Ostschweizer Meister abermals bis in die Aufstiegsspiele, wo er aber am EHC Sierre scheiterte.
2002 zog der Klub schliesslich von der Eisbahn Zelgli, die lediglich eine Tribüne hatte und später abgerissen wurde, in die neu erbaute und überdachte Eishalle Deutweg. Damit war auch der Weg geebnet, um wieder in die NLB aufzusteigen, jedoch scheiterte das Vorhaben zuletzt immer wieder in den Playoffs. In der Saison 2007/08 wurde der Final nach einem Rekurs des EHC Zuchwil Regio am grünen Tisch entschieden. In der Saison 2009/10 gewann der EHC Winterthur den Titel Schweizer Amateurmeister, wollte jedoch aufgrund mangelnder finanzieller Perspektiven den Sprung in die National League B nicht wagen. Nach dem Gewinn des Amateurmeistertitels in der Saison 2014/15 wagte man schliesslich den Aufstieg in die National League B.
In der Saison 2015/16 gelang dem EHC Winterthur das Erreichen der Playoffs nicht. Das Team erreichte den 10. Rang und somit letzten in der Qualifikation. 2017 wurde die Qualifikation für die Playoffs um einen Rang verpasst und 2018 sowie 2019 fand sich das Team aus dem Kanton Zürich auf dem zehnten Qualifikations-Rang wieder.

### Saison 2023/24
Im Jubiläumsjahr startete das Team überraschend positiv in die Saison. Nach neun Spielen belegte die Mannschaft überraschend den fünften Platz. Zwei Spieler, welche die ganze Saison einen grossen Unterschied machten und sehr auffielen, waren unter anderem der 22-jährige Kanadier Josh Lawrence, welcher in 50 Partien 55 Punkte sammelte und der Torhüter Michal Chmel, welcher eine Fangquote von durchschnittlich 93 % hatte. Die restlichen Meisterschaftsspiele waren von den Winterthurern mit einigen Ausnahmen eher mittelmässig, weshalb man bis zum letzten Spiel um die Playoffs kämpfen musste. Im letzten Meisterschaftsspiel konnte man in Verlängerung gegen den Qualifikationssieger HC La Chaux-de-Fonds gewinnen und sich mit zwei Punkten mehr auf dem Konto (Platz 8.) die Playoffs sichern.
In der Viertelfinalserie unterlag man allerdings dem HC La Chaux-de-Fonds mit 4:1.

### Saison 2024/25
Der EHC Winterthur startete wie bereits vergangene Saison ziemlich Solide in die neue Saison. Mit Allan McShane hatte man wiederum keinen schlechten Ausländer und mit Christof Von Burg erneut einen sehr soliden Torhüter. Nach den ersten 16 Partien war man, mit 10 Punkten Vorsprung auf den 9. Rang, auf Rang 6 mit 25 Punkten. Die restliche Saison verlief dann immer schlechter und man musste wie letzte Saison bis zum letzten Spieltag um die Playoffs kämpfen. Die GCK Lions gegen den EHC Winterthur hiess es am letzten Spieltag. Die Eulachstädter verloren diese Partie mit 2:5 in Küsnacht und müssen nun tragischerweise früher in die Ferien.

## Platzierungen
| Saison  | Liga    | Platzierung                    |
| ------- | ------- | ------------------------------ |
| 2000/01 | 1. Liga | Playoff-Finale                 |
| 2001/02 | 1. Liga | 1. Platz, Vizemeister          |
| 2002/03 | 1. Liga | Playoff-Finale                 |
| 2003/04 | 1. Liga | Playoff-Finale                 |
| 2004/05 | 1. Liga | Playoff-Finale                 |
| 2005/06 | 1. Liga | Playoff-Halbfinale             |
| 2006/07 | 1. Liga | Playoff-Finale                 |
| 2007/08 | 1. Liga | 2. Platz, Vizeamateurmeister   |
| 2008/09 | 1. Liga | Playoff-Finale                 |
| 2009/10 | 1. Liga | 1. Platz, Amateurmeister       |
| 2010/11 | 1. Liga | Playoff-Viertelfinal           |
| 2011/12 | 1. Liga | 2. Platz, Vizeamateurmeister   |
| 2012/13 | 1. Liga | Playoff-Finale                 |
| 2013/14 | 1. Liga | Playoff-Finale                 |
| 2014/15 | 1. Liga | 1. Platz, Amateurmeister       |
| 2015/16 | NLB     | 10. Platz                      |
| 2016/17 | NLB     | 9. Platz                       |
| 2017/18 | SL      | 10. Platz                      |
| 2018/19 | SL      | 10. Platz                      |
| 2019/20 | SL      | 11. Platz                      |
| 2020/21 | SL      | 12. Platz                      |
| 2021/22 | SL      | 10. Platz, Pre-Playoffs        |
| 2022/23 | SL      | 9. Platz                       |
| 2023/24 | SL      | 8. Platz, Playoff-Viertelfinal |
| 2024/25 | SSL     | 9. Platz                       |

## Spielstätte
Seine Heimspiele trägt der EHC Winterthur in der Eishalle Deutweg aus. Diese hat eine Kapazität von 2'496 Zuschauern, wovon alle Plätze als Sitzplätze ausgewiesen sind. Die Halle wurde 2002 erbaut. In der Saison 2017/18 hatte die erste Mannschaft einen Zuschauerschnitt von 1'028 Zuschauern.

## Radio RWW
Seit der Saison 2011/12 überträgt das Radio RWW alle Auswärtsspiele der Mannschaft. Das Radio wurde von einigen Fans nach dem Vorbild des EHC-Arosa-Fanradios ins Leben gerufen.